# Ragion di Stato
La ragion di Stato o ragione di Stato è l'insieme delle priorità attinenti a sopravvivenza e sicurezza dello Stato, che possono indurre il decisore politico a giustificare un'azione illecita sotto il profilo del diritto internazionale o del diritto interno. 
Sotto il profilo teorico, la scuola realista, in filosofia politica, ha espresso il concetto secondo il quale ogni azione dello Stato, se necessaria per il bene dello Stato stesso, è legittima, indipendentemente dalla sua moralità.

## Nella storia delle istituzioni
L’interesse nazionale è l'insieme degli obiettivi e delle ambizioni di uno Stato, in campo economico, militare o culturale. L'interesse nazionale di uno Stato presenta molteplici sfaccettature. Di primaria importanza è la necessità di prevenire, evitare o respingere qualsiasi avvenimento, che possa minare la sopravvivenza dello Stato; altresì importante è la ricerca del benessere, della crescita economica e del potere. 
L'ordinamento costituzionale sin dall'antichità conosceva mezzi di rottura della legalità per preservare la sopravvivenza dello Stato, come il Senatus consultum ultimum nella Roma repubblicana.
Lo stato di necessità e la giustizia politica sono stati altri modi di esplicazione della medesima rottura dello Stato di diritto nei tempi moderni. Oramai, però, lo stato di emergenza è una fattispecie residuale delle grandi istituzioni democratiche moderne, dove la ragion di Stato si concretizza, nella maggior parte dei casi, nel segreto di stato. Si tratta di realizzare un'azione contraria a certi interessi o ideali dello Stato, dei suoi alleati e/o dei cittadini per evitare conseguenze peggiori a questi ultimi. L'atto che è necessario secretare è in alcuni casi violento, spesso si tratta di un sacrificio per evitarne uno peggiore: quindi quando i servizi segreti agiscono avvalendosi della ragion di stato, gli ordinamenti giuridici apprestano particolare cura per evitare che il loro operato sfoci nell'arbitrio. 
Della ragione di stato, del resto, talvolta si abusa poiché viene invocata anche quando non si dovrebbe: alcune volte per capriccio dei potenti, altre volte per evitare un inconveniente che produrrebbe impopolarità o un cambiamento al vertice di uno Stato. Benché il diritto interno sia più rigoroso nel perseguire gli abusi, rispetto alla maggiore tolleranza del sistema di relazioni interstatali, si sono verificati anche casi in cui il perseguimento dell'interesse nazionale si è valso di veri e propri inganni in sede internazionale.

## Nella storia delle relazioni internazionali
Si tratta di un'importante nozione di relazioni internazionali, in cui il perseguimento dell'interesse nazionale è alla base dell'operato delle entità statuali che agiscono nella comunità internazionale. 
La ragion di Stato viene invocata per giustificare un atto dello stato o dei suoi rappresentanti, che si decide debba restare segreto, per evitare una guerra, una rivoluzione, una pandemia, eccetera. Il diritto internazionale riconosce largamente il principio, quando è volto a prevenire pericoli per l'integrità territoriale in ogni parte del mondo, compatibilmente con la regolamentazione dell'uso della forza.
Poiché in tutti i paesi ci sono forti disaccordi su cosa sia di interesse nazionale e cosa non lo sia, spesso quest'espressione viene invocata per giustificare sia politiche pacifiste e isolazionistiche, sia politiche belliche e interventistiche.
Il primo paese ad aver fatto ricorso alla ragion di Stato, in epoca moderna, è la Francia durante la guerra dei trent'anni quando, nonostante fosse un paese cattolico, intervenne a fianco dei protestanti per bloccare l'ascesa del Sacro Romano Impero (Raison d'Etat di Richelieu). 
In breve tempo la nozione di interesse nazionale dominò la scena politica europea che nei secoli successivi divenne terreno di aspra competizione. Gli stati potevano ormai apertamente entrare in guerra soltanto per difendere i propri interessi.
Il mercantilismo può essere considerato la giustificazione economica del perseguimento con metodi aggressivi dell'interesse nazionale.
Una politica estera volta alla raggiungimento dell'interesse nazionale è la base della scuola realista di relazioni internazionali. La scuola realista visse il suo apice in occasione del Congresso di Vienna con la pratica dell'equilibrio delle forze, che consisteva nel soppesare gli interessi nazionali di diverse potenze maggiori e minori. Metternich è stato ritenuto il principale artefice e teorico di questa pratica, ma in realtà si fece né più né meno di ciò che aveva già fatto il suo predecessore Kaunitz il quale aveva rotto con la maggior parte delle tradizionali alleanze asburgiche creandone nuove relazioni internazionali basandosi non più su religione o tradizione, bensì sull'interesse nazionale.
Tali nozioni furono molto criticate dopo la sanguinosa débacle della prima guerra mondiale ed il concetto di equilibrio delle forze fu sostituito dall'idea di sicurezza collettiva, secondo cui tutti i membri della Società delle Nazioni avrebbero considerato un'aggressione nei confronti di uno Stato membro un'aggressione a tutti, scoraggiando così per sempre l'uso della violenza. L'esperienza della Società delle Nazioni naufragò, sia perché gli Stati Uniti non vollero aderirvi, sia perché in pratica la dissuasione reciproca dell'uso della forza non sempre combaciava con l'interesse nazionale. Molti esperti di relazioni internazionali accusarono la Società delle Nazioni per il suo idealismo (opposto al realismo) e per la sua incapacità di evitare la guerra; al contempo, la nascita del fascismo in Italia e del nazismo in Germania declinarono la concezione realista nelle politiche mercantilistiche che miravano a proteggere la propria nazione a scapito delle altre.
La Seconda guerra mondiale portò ad una rinascita del pensiero realista e neorealista, proprio mentre i teorici di relazioni internazionali ribadivano l'importanza del potere nella governance mondiale. Con la teoria della stabilità egemonica, il concetto di interesse nazionale statunitense venne ampliato per includere il mantenimento delle rotte marittime aperte e il mantenimento e la promozione del libero scambio.

## Nella storia delle idee
La sua prima teorizzazione si fa risalire al discorso degli ateniesi ai Melii, riferito nella Guerra del Peloponneso di Tucidide. Il giurista e uomo politico e diplomatico fiorentino Francesco Guicciardini coniò per primo l'espressione “ragioni degli stati” nel secondo libro del suo Dialogo del reggimento di Firenze (composto tra il 1521 e il 1525, ma pubblicato solo nell'Ottocento), quando affermò: “Però quando io ho detto di ammazzare o tenere prigionieri i pisani, non ho forse parlato cristianamente, ma ho parlato secondo la ragione ed uso degli stati, né parlerà più cristianamente di me chi, rifiutata questa crudeltà, consiglierà che si faccia ogni sforzo di pigliare Pisa, che non vuole dire altro che essere causa di infiniti mali per occupare una cosa che secondo la coscienza non è vostra.” 
Circa vent'anni dopo, l'espressione "ragion di stato" assumeva una connotazione del tutto negativa nell'Orazione a Carlo V di Giovanni della Casa (1547). Poco più tardi, in un contesto scevro da apprezzamenti di tipo etico e ispirato dalla pratica diplomatica del fondatore dell'Accademia veneziana (o della Fama), Federico Badoer, si trova il progetto editoriale Somma delle opere che ha da mandar in luce l’Academia veneta (1558). Nella sezione dedicata alla politica, il progetto si proponeva di pubblicare Cinque libri di ragion di stato, ne’ quali con maraviglioso ordine si contengono tutte quelle cose, che sono necessarie, e che ragionevolmente si possono sapere, dintorno alle persone, alle corti, a paesi, et a gli habitanti, et alle forze de’ Principi, sì Christiani, come infedeli, delle rep[ubbliche] et d’ogni altro governo.
Ma chi realmente ideò questo termine fu Giovanni Botero nel suo testo Della Ragion di Stato del 1589: egli però sosteneva che la ragion di Stato fosse conciliabile con la morale, sostenendo che la ragion di stato si sostanziava nella prudenza e soprattutto nella sapienza (che era l'unica via per poter conservare lo Stato).
La teoria esposta da Botero fu malinterpretata, ascrivendosi all'espressione da lui coniata l'ideologia elaborata da Niccolò Machiavelli nel Principe, dove furono delineati i caratteri di un buon capo di governo prescindendo espressamente da ogni considerazione etica.
Benedetto Croce la definì come nuova scienza e Meinecke diede un'accurata descrizione dell'affermarsi della relativa concezione nel pensiero moderno, in opposizione alle scuole "idealistiche" (che mirano a introdurre principi morali in politica estera, oppure a promuovere soluzioni basate sulle istituzioni multilaterali, che possono minare l'indipendenza dello Stato).
Tra i principali esponenti della scuola realista delle relazioni internazionali, nel XX secolo, va annoverato il professor Henry Kissinger, che era un grande ammiratore di Metternich e che mise in atto la teoria in molte delle sue iniziative durante il mandato di Segretario di Stato degli Stati Uniti d'America.